# Hszia-házbeli Csin
Hszia (Xia)-házbeli Csin (Jin) (más néven: Jin-csia (Yinjia) 胤甲, Kuang (Guang) 廣, Hszü (Xu) 頊 vagy Tung-csiang (Dongjiang) 董江) a félig legendás Hszia (Xia)-dinasztia 13. uralkodója, aki apja, Csiung (Jiong) halálát követően lépett trónra, s a hagyomány szerint 20 évig (kb. i. e. 1900-1879) uralkodott.

## Uralkodása
Életéről, akárcsak a legtöbb Hszia (Xia) uralkodónak az életéről meglehetősen kevés információt árulnak el a források. A korai történeti művek általában csak szűkszavú, a legfontosabb eseményekre koncentráló, kronologikus felsorolást tartalmaznak. 
A Bambusz-évkönyvek szerint Csin (Jin) uralkodása idején a következő események történetek:
- Csin (Jin) uralkodása első esztendejében áttelepítette Hszia (Xia) fővárosát a Nyugati-folyóhoz (Hszi-ho (Xihe) 西河).[1]
- Uralkodása 4. évében, emlékezvén a régi fővárosra, megkomponálta a „Nyugat dallamai” (Hszi Jin (Xi yin) 《西音》) című zeneművet.[2]
- Ugyanebben az évben egyik vazallusa, a Kun-vu (Kunwu) 昆吾 nemzetség áthelyezte fővárosát Hszü (Xu)be 許.[2]
- Uralkodása 8. esztendejében aszály pusztított, mivel egyszerre tíz nap jelent meg az égen.[3]

Fiáról, örököséről nincsenek adatok, halálát követően Pu Csiang (Bu Jiang) fia, Kung Csia (Kong Jia) követte a trónon.